# Цвітіння

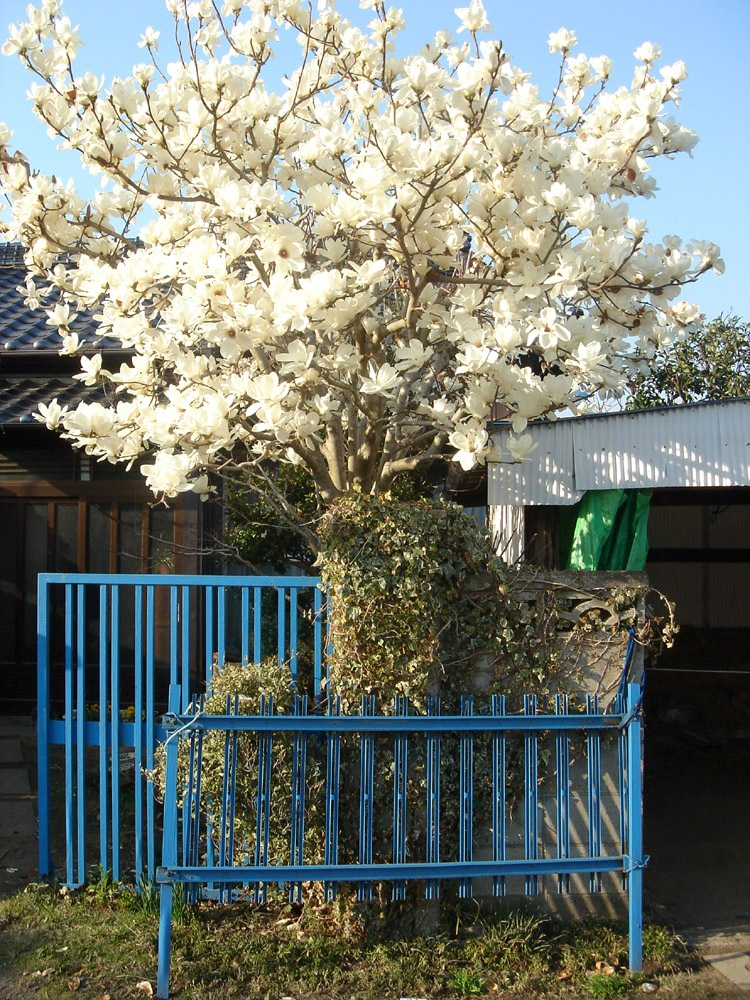
Квітнення магнолії

Цвіті́ння, кві́тнення (лат. anthésis) — комплекс фізіологічних процесів статевого розмноження (генеративного розвитку), що протікають у квіткових рослин у період від закладання квітки до запліднення. Процес цвітіння ділять на дві фази: 1) ініціацію закладання квіткових зачатків; 2) розвиток із зачатків квіток аж до їх розкриття.

## Ініціація цвітіння
Ініціація цвітіння — охоплює дві фази: індукцію та евокацію.

### Індукція
Ця фаза відбувається під дією екологічних факторів: температури (яровизація) та чергування дня і ночі (фотоперіодизм); або ендогенних факторів, обумовлених віком рослин (Т. Д. Лисенко — вчення про стадійний розвиток рослин).

### Евокація
Евокація (від лат. evocatio — «викликання») — являє собою завершальну фазу ініціації цвітіння, під час якої в апексі відбуваються процеси, необхідні для ініціації квіткових зачатків.
При надходженні флорального стимулу в апікальних меристемах послідовно зростає вміст розчинних цукрів і активність інвертази, число мітохондрій і інтенсивність дихання; активізується мітоз, синхронізується поділ, посилюється синтез РНК і білків, змінюється їх якісний склад.
Для сприйняття стимулу цвітіння апекс пагону повинен бути компетентним до цього. У більшості деревних порід на етапі молодості ювенільні апікальні меристеми не здатні відповісти на флоральний стимул, наприклад, при щепленні їх на плодоносні дерева, тому що вони не володіють відповідною компетенцією. Компетенція до флорального стимулу може бути пов'язана з появою рецепторів у клітинах відповідних зон апекса. Ймовірно, це рецептори до гібереліну (в субапікальній меристемі) та до гіпотетичного антезину в іншій зоні меристем. Цікаво, що у трав'янистих рослин усі апекси пагонів, і молоді, і старі, здатні сприймати флоральний стимул, коли він надходить із листків. Компетенція до флорального стимулу в апексі пагона обумовлена певними генами.
Точно визначити початок евокації нелегко, оскільки зміни в клітинах апекса пагонів можуть спостерігатися ще до початку дії індуктивних факторів або одночасно з початком їх впливу. У випадку фотоперіодичного впливу на листки досить швидка реакція апікальної меристеми може бути обумовлена електричними сигналами, внаслідок зміни електротонічної різниці потенціалів між листком та апексом, або через виникнення потенціалів дії. Така швидка електрична сигналізація може забезпечити підготовку апекса стебла для сприйняття флорального стимулу хімічної природи, який переноситься з листків до апексів значно повільніше. Стан, при якому перехід апікальної меристеми до утворення квітки стає незворотним, називають флоральною детермінацією. В цей час в апексі відбуваються інтенсивні молекулярні, гістологічні і морфогенетичні зміни. Вони приводять до того, що в конусі наростання закладаються й формуються в суворо визначеному порядку всі складові квітки, відбувається мікро- та макроспорогенез і, в кінці, формуються чоловічий та жіночий гаметофіти.
Усе це показує, що суть евокації полягає в перемиканні генетичної програми з розвитку вегетативних бруньок на закладання й формування квітів.

### Природа флорального стимулу.
В 1903 р. німецький ботанік Г. Клебс висунув теорію, згідно з якою статеве розмноження всіх груп рослин залежить від умов живлення (зокрема, від співвідношення вуглеводів і азотних сполук С/N). Зміна цих умов у несприятливу для вегетативного росту сторону сприяла переходу до статевого розмноження. В певних межах це так.
Однак відкриття фотоперіодизму, ролі фітохрому, фітогормонів у процесах росту і розвитку показали, що регуляція переходом до цвітіння — складне явище.
Було встановлено, що фотоперіодична дія сприймається листками, а потім флоральний стимул передається в апекс пагона. Ці факти дозволили М. Чайлахяну (1937) сформулювати гормональну теорію розвитку рослин. Згідно з цією теорією при сприятливому фотоперіоді в листках утворюється гормон цвітіння флориген.
В 1958 р. Чайлахян висунув гіпотезу про бікомпонентну природу флорігену, згідно з якою гормон цвітіння складається із гіберелінів і антезинів. При цьому гібереліни обумовлюють появу і ріст квіткових стебел, а антезини індукують закладання квітів. По цій гіпотезі ДДР містять в основному антезини. При сприятливому фотоперіоді в листках ДДР синтезується значна кількість гіберелінів. Присутність обох компонентів флорігену — гібереліну й антезину — індукує цвітіння у рослин.
КДР, що мають достатньо гіберелінів, синтезують антезин лише в умовах короткоденного фотоперіоду — і зацвітають. У НДР уміст гіберелінів і антезинів збільшується з віком до якоїсь критичної величини, яка необхідна для ініціації цвітіння.

## Зв'язок життєвих циклів рослин із процесами квітнення
Тривалість життя різних рослин неоднакова. Одні рослини живуть короткий період, кілька тижнів, місяців, рік. Поряд із цим існує багато трав'янистих і дерев'янистих рослин із тривалим періодом життя (по кілька сотень, а мамонтове дерево навіть кілька тисяч років). Однак, усі вони спочатку формують вегетативні органи — листки, стебла, корені, а потім — органи плодоношення. У різних рослин органи плодоношення утворюються по різному. У зв'язку з цим рослини поділяють на монокарпічні та полікарпічні.
Першу групу становлять одноплідні або монокарпні рослини, які протягом життя, незалежно від його тривалості, зацвітають лише один раз і відразу після цвітіння та плодоношення гинуть. Ця група рослин дуже різноманітна й охоплює як однорічні, так і багаторічні рослини. Сюди належать:
- ефемери (період їхнього росту й розвитку становить кілька тижнів) — весняна крупка, костянець зонтичний, ерофіла весняна;
- однорічні рослини (протягом одного вегетаційного періоду вони утворюють вегетативні органи, репродуктивні, забезпечують плодоношення та дозрівання насіння) — картопля, огірки, льон, ярі злаки, зернобобові;
- дворічні рослини (їх життєвий цикл охоплює два вегетаційних періоди) — цибуля, часник, буряк, морква, селера, капуста та інші;
- багаторічні рослини (характеризуються тривалим періодом росту — від 8 до 50 років, зацвітають на певному році життя, а потім гинуть) — деякі агави, бамбуки, пальми, ферули тощо.

Другу групу становлять багатоплідні або полікарпні рослини, у яких вегетативний ріст у них поновлюється щороку і які протягом життя цвітуть багаторазово, інколи можуть зацвітати протягом одного року два-три рази, якщо їх скошувати, як це властиво для деяких трав. Сюди належать рослини, які зацвітають на 1-й рік життя (тимофіївка, люцерна, лисохвіст); на 2-й (багаторічний люпин); на 3-й (ягідники); на 8-12-й рік після щеплення, наприклад, груша, яблуня, айва; нарешті, на 25-30-й рік життя (клен, липа, дуб тощо).
Слід запам'ятати, що згадані групи рослин не охоплюють всієї тієї різноманітності, яка властива рослинному світу.
Так, у сільськогосподарському виробництві широко користуються поділом рослин за типом розвитку на ярі, що дають врожай при весняній сівбі, озимі, які висівають восени, та дворучки, здатні плодоносити як при осінній, так і при весняній сівбі.
В рослинництві заведено виділяти фенологічні фази, в які формуються певні морфологічні структури. Так, у хлібних злаків розрізняють появу сходів, кущіння, вихід у трубку, колосіння, цвітіння та фази розвитку зернівки — молочна, воскова, повна стиглість.
У однорічних дводольних рослин виділяють, як правило, сходи, появу першої пари листочків, галуження стебла, появу суцвіть, бутонізація, цвітіння, утворення плодів і насіння, фази їх різної стиглості.
В онтогенезі монокарпічних рослин виділяють період вегетативного та генеративного (репродуктивного) розвитку, який включає формування суцвіть, квіток, насіння, плодів, та період їх дозрівання.
При досягненні зрілого віку вегетативні бруньки перетворюються у флоральні, в яких закладаються зачатки органів квітки, здійснюється їх формування та ріст, а слідом за запиленням та заплідненням утворюються насіння та плоди. Все це відбувається в результаті ініціації цвітіння.